# Fiore (film)
Pour plus de détails, voir Fiche technique et Distribution.
Fiore est un film dramatique italien réalisé par Claudio Giovannesi de 2016.
Il a été projeté  en 2016 à la Quinzaine des Réalisateurs du Festival de Cannes,.

## Synopsis
Dans une prison mixte pour délinquants mineurs, les garçons et les filles sont bien séparés. Ils peuvent se voir mais pas se rencontrer. Néanmoins la jeune détenue Daphne tombe amoureuse de Josh. Ainsi débute une relation entre cellules à base de regards et lettres clandestines.

## Fiche technique
- Titre : Fiore
- Réalisation : Claudio Giovannesi
- Production : Pupkin Production ; IBC Movie ; Rai Cinema
- Distribution: Bim Distribuzione
- Genre : Drame
- Durée : 110 min
- Dates de sortie:
  - Italie : 25 mai 2016[4].
  - France : 22 mars 2017[5].

## Distinctions
- David di Donatello 2017 : Le film fait l'objet de 6 nominations [6],[7].
- Le 9 décembre 2016, Le film a remporté le Grand prix du jury au Festival Cinéma Méditerranéen de Bruxelles[8].

## Distribution
- Daphne Scoccia : Daphne Bonori
- Josciua Algeri : Josh[9].
- Valerio Mastandrea : Ascanio Bonori
- Laura Vasiliu	: Stefania